# 移行上皮

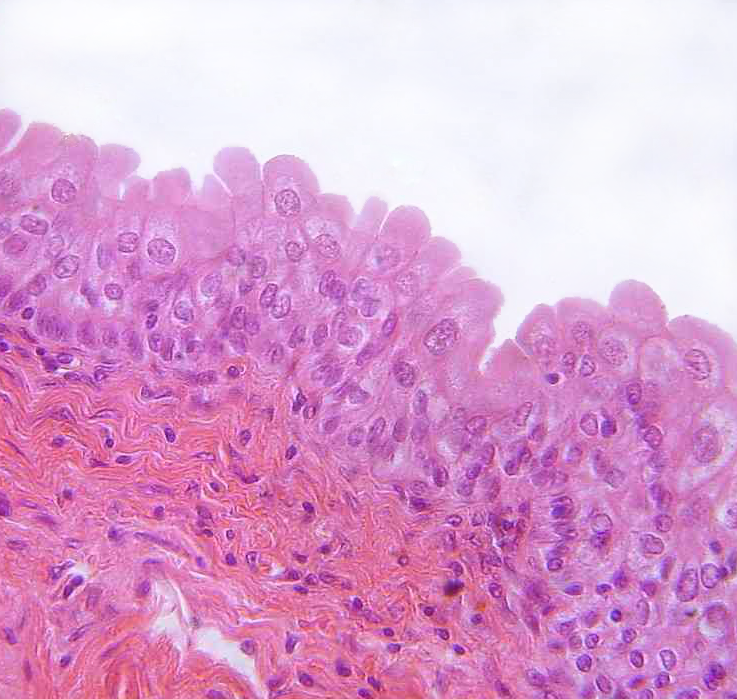
膀胱の移行上皮、HE染色

移行上皮（いこうじょうひ、英:transitional epithelium）【別名：重層円柱上皮】（じゅうそうえんちゅうじょうひ）
とは表在層、中間層、基底層の3層から構成される偽重層上皮の1種。光学顕微鏡では重層上皮様に観察されるが、全ての細胞は細胞突起を出して基底板に接している。最表層の細胞は被蓋細胞と呼ばれる。腎盤、尿管、膀胱、尿道の上皮であり、器官の拡張および収縮でその形態を著しく変化させる。収縮時の上皮層は厚いが、拡張時はそれぞれの細胞が扁平となり上皮層は薄くなる。移行上皮は尿路系の炎症、膀胱炎の際に尿沈渣中に出現することがある。
また、上気道にある、重層扁平上皮と多列繊毛上皮の中間的な性質をもつ細胞も「移行上皮」と呼ばれることがあり、これと区別する場合に前述した狭義の移行上皮は尿路上皮（urothelium）とも呼ばれる。